# 奇科皮 (马萨诸塞州)

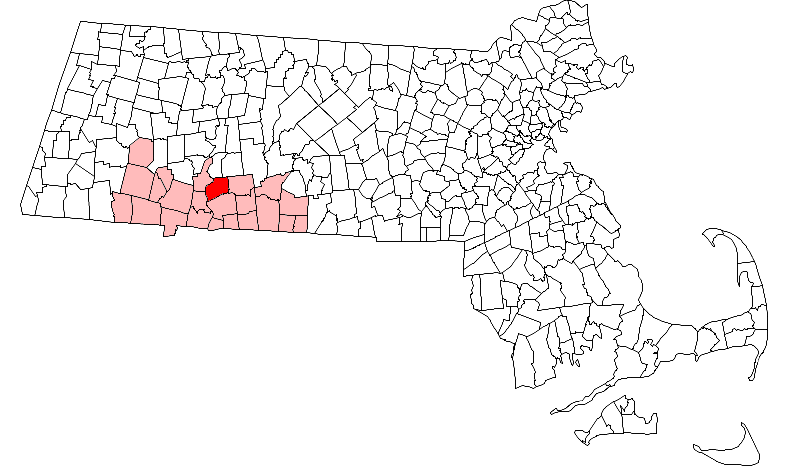

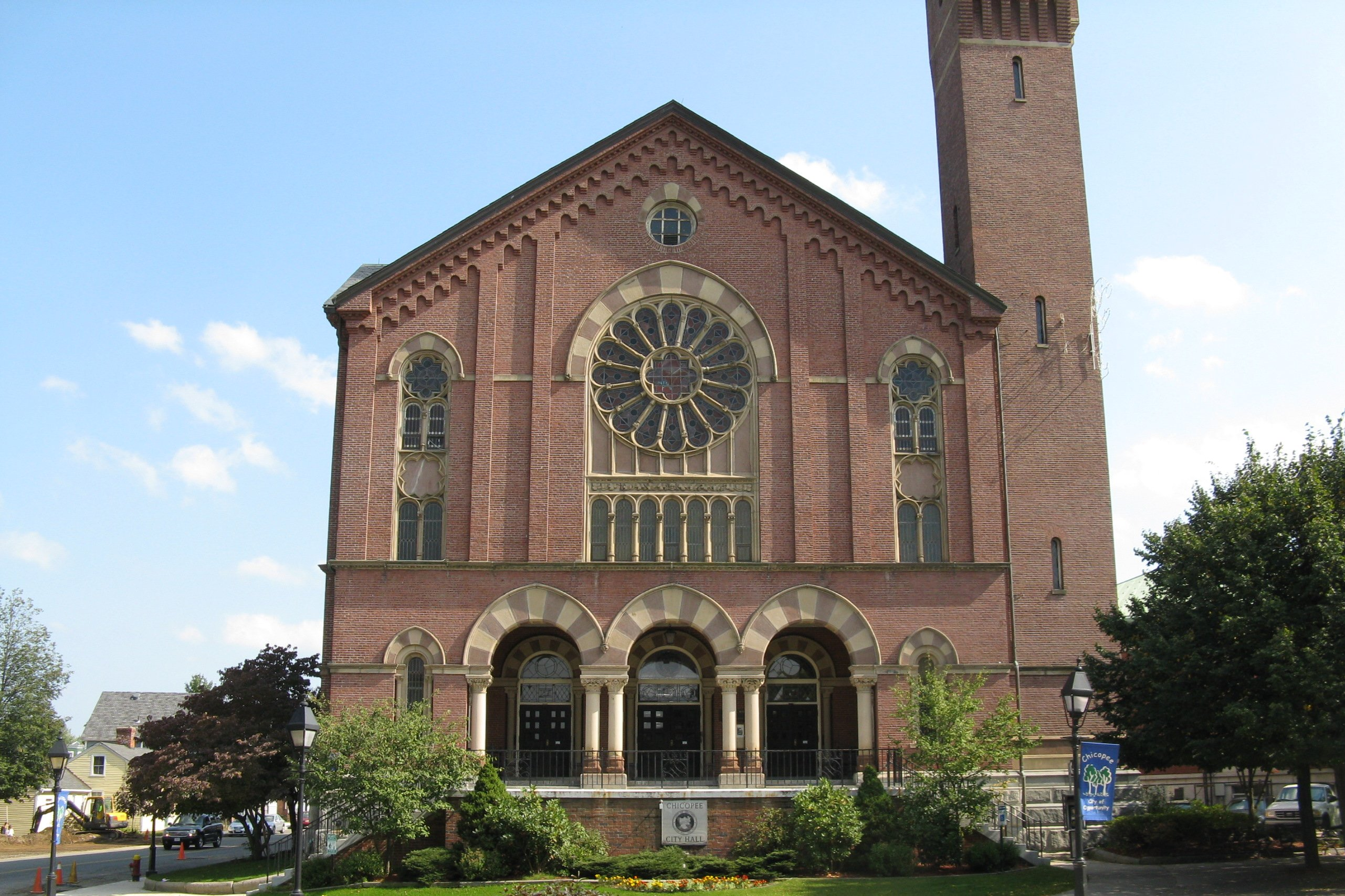

奇科皮（英語：Chicopee）是美國麻薩諸塞州漢登縣的一個城市，位於康涅狄格河東岸。面積61.9平方公里。根據美國2000年人口普查，人口54,653人。
1640年白人開始殖民，1848年建鎮。1890年4月18日設市。